# Saint-Baudille-de-la-Tour
Saint-Baudille-de-la-Tour är en kommun i departementet Isère i regionen Auvergne-Rhône-Alpes i sydöstra Frankrike. Kommunen ligger i kantonen Crémieu som tillhör arrondissementet La Tour-du-Pin. År 2022 hade Saint-Baudille-de-la-Tour 842 invånare.

## Befolkningsutveckling
Antalet invånare i kommunen Saint-Baudille-de-la-Tour
Referens:INSEE